# 미하일 글린카

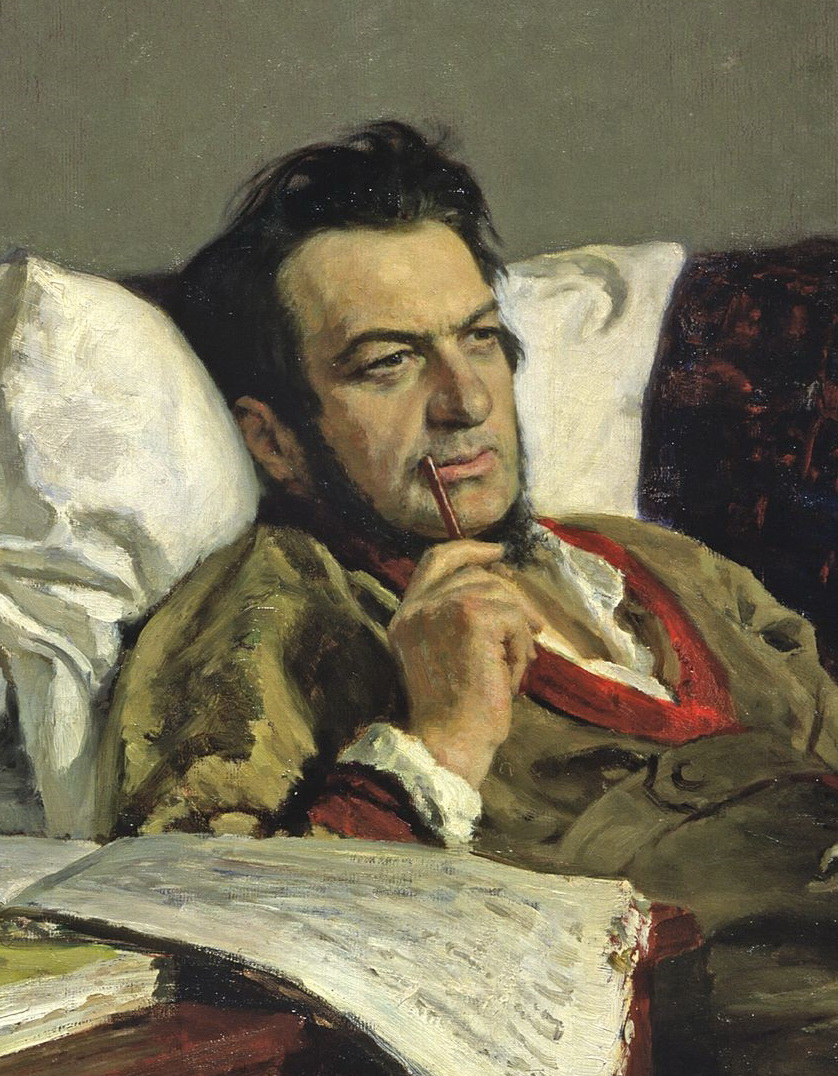
일리야 레핀이 그린 루슬란과 류드밀라를 작곡하는 미하일 글린카

미하일 이바노비치 글린카(러시아어: Михаи́л Ива́нович Гли́нка, 문자 개혁 이전: Михаилъ Ивановичъ Глинка, 1804년 6월 1일(신력)/5월 20일(구력) ~ 1857년 2월 15일(신력)/2월 3일(구력))는 러시아의 작곡가이다. 러시아 안에서 널리 인정된 최초의 작곡가로, 러시아 고전 음악의 아버지로 여겨진다. 후대 러시아 작곡가, 특히 러시아 5인조에 많은 영향을 주어 러시아만의 고전 음악 작풍을 주도하였다.

## 생애
1804년 6월 1일 스몰렌스크의 노보스파스코예 마을에서 귀족의 장남으로 태어났다. 유년시절부터 음악적 환경(음악살롱) 속에서 자랐다. 글린카는 농촌에서 자랐기 때문에 농민의 노래를 많이 들었고, 러시아 민요 특유의 합창의 아름다움에 깊은 감명을 받았다.
13세가 된 글린카는 상트페테르부르크의 기숙학교에 들어가 6년간 학교생활을 보냈다. 그때 피아노와 작곡을 당시 러시아에서 평판이 높던 피아니스트 존 필드(1782-1837)에게 배웠고, 살롱 음악의 작곡도 시도하였다. 1822년, 학교를 나오자 휴양차 카프카스(코카서스)로 갔다. 여기서 카프카스 민족의 축제 때 그들의 경쾌한 춤이라든가 민족색이 짙은 민요를 들었다. 1824년에는 철도성에 근무하였으므로 음악공부를 규칙적으로 할 여유가 없었으나, 그 때부터 알렉산드르 푸시킨이나 그 밖의 작가들과 친교를 맺게 되었다. 그 뒤 1830년 봄, 독일을 거쳐 이탈리아에 여행하여 밀라노 및 그 밖의 이탈리아의 도시에 살면서 음악적으로 얻은 바가 많았다.
1833년, 러시아로 돌아오는 길에 5개월쯤 베를린에서 지크프리트데인(1799-1858)으로부터 음악이론과 작곡을 배워, 자기의 지식을 체계화할 수가 있었다. 1835년부터 러시아 최초의 국민가극 <이반 수사닌>의 작곡을 시작하였다. 이 가극은 1836년 11월 27일 <황제께 바친 목숨>이라는 제명(題名)으로 니콜라이 1세가 임석한 궁정극장에서 초연(初演)되었다. 1837년 1월 1일자로 제실성가대(帝室聖歌隊, 현재의 상트페테르부르크 아카데미 합창단)의 악장 지위에 올라 생활의 안정을 얻었다. 그해 1월 19일, 러시아의 국민시인 푸시킨이 37세의 젊은 나이로 별세하자 글린카는 푸시킨의 시로 가극을 작곡하였다.
1835년 봄, 마리아 베트로비나와 결혼하였으나 이 결혼은 불행에 그쳤고, 1841년 5월에 이혼하였다. 그 뒤 누이동생과 살면서 가극 <루슬란과 류드밀라>의 작곡을 결심하여, 성악대 악장직도 사임하고 이에 전념하였다. 괴로운 생활 속에서 제2의 가극 <루슬란>을 1842년 11월 27일에 완성하였다. 1844년 이후 고독한 그는 외국에서 사는 일이 많았다. 이해에는 프랑스에서 베를리오즈의 환영을 받아, 다음해 3월 16일 베를리오즈의 주선으로 글린카 작품연주회가 개최되었다.
그로부터 에스파냐로 음악여행을 떠났는데 그곳에서 41세 생일을 맞았다. 에스파냐에서 기타 음악에 흥미를 가져, 어떤 기타 연주가를 숙소로 초대하여 그 연주에 귀를 기울였다. 에스파냐 특유의 무곡인 호타에 흥미를 가진 것도 이 무렵이다. 마드리드의 생활은 1847년까지 계속되고, 모국으로 돌아와서는 스몰렌스크·바르샤바·상트페테르부르크에서 지냈다.
1852년 봄, 세 번째 해외여행길에 올랐으나, 1854년부터 1856년 봄까지 상트페테부르크에서 누이동생인 쇼스타코바와 지냈다. 이 시기는 작곡보다도 자전적 수기의 집필에 시간을 보냈다. 당시 글린카의 집에서 매주 음악의 밤이 개최되었는데, 당시는 이미 가극 <루살카>의 작곡가로서 이름이 알려져 있던 다르고미시스키나, 후에 러시아 국민악파의 지도자로 된 스타소프, 거기에다 젊은 발라키레프, 세로프 등이 이 모임에 출석하였다. 1856년 4월, 베를린으로 가서 음악이론의 연구를 시작했으나 간을 앓아 1857년 2월 15일에 그곳에서 별세했다.

## 주요 작품
그의 대표작으로는 두 오페라, 《황제에게 바친 목숨》(1836 초연)과 《루슬란과 류드밀라》(1842 초연)가 있다.
1833년 러시아의 국가 공모에 낸 것으로 보이는 〈애국가〉는 1991년부터 2000년까지 러시아 연방의 국가로 쓰였다.

## 참고 문헌
- Brown, David (1974). Mikhail Glinka, a biographical and critical study, Oxford University Press.
- ed. John Knowles Paine, Theodore Thomas, and Karl Klauser (1891). Famous Composers and Their Works, J.B. Millet Company.